# The Story of My Life. Historia naszego życia
The Story of My Life. Historia naszego życia – polski program telewizyjny typu talk-show prowadzony przez Katarzynę Montgomery i emitowany na antenie telewizji Polsat od 2 marca 2018 do 30 listopada 2018, oparty na formacie The Story of My Life.

## Spis serii
| Seria | Seria | Sezon       | Odcinki  | Pierwszy odcinek     | Ostatni odcinek   | Pora emisji  | Prowadzący           | Oglądalność |
| ----- | ----- | ----------- | -------- | -------------------- | ----------------- | ------------ | -------------------- | ----------- |
|       | 1.    | wiosna 2018 | 1–5 (5)  | 2 marca 2018         | 6 kwietnia 2018   | piątek 22.15 | Katarzyna Montgomery | 1 596 207   |
|       | 2.    | jesień 2018 | 6–10 (5) | 26 października 2018 | 30 listopada 2018 | piątek 22.05 | Katarzyna Montgomery | 768 554     |

## Seria 1 (wiosna 2018)
| Odcinek | Uczestnicy                          | Wiek uczestników                              | Charakteryzacje postarzające | Emisja          | Oglądalność |
| ------- | ----------------------------------- | --------------------------------------------- | ---------------------------- | --------------- | ----------- |
| 1       | Radosław i Dorota Liszewscy         | R. Liszewski – 42 lata D. Liszewska – 43 lata | o 20 i 40 lat                | 2 marca 2018    | 1 956 088   |
| 2       | Antoni Królikowski i Julia Wieniawa | A. Królikowski – 29 lat J. Wieniawa – 20 lat  | o 30 i 60 lat                | 9 marca 2018    | 1 702 901   |
| 3       | Jan i Lenka Klimentowie             | L. Klimentova – 29 lat J. Kliment – 44 lata   | o 25 i 50 lat                | 16 marca 2018   | 1 788 917   |
| 4       | Barbara i Rafał Szatanowie          | B. Kurdej-Szatan – 33 lata R. Szatan – 30 lat | o 30 i 60 lat                | 23 marca 2018   |             |
| 5       | Czesław i Dorota Mozilowie          | C. Mozil – 39 lat D. Mozil – 41 lat           | o 25 i 50 lat                | 6 kwietnia 2018 |             |

## Seria 2 (jesień 2018)
| Odcinek | Uczestnicy                            | Wiek uczestników                      | Charakteryzacje postarzające | Emisja                       | Oglądalność |
| ------- | ------------------------------------- | ------------------------------------- | ---------------------------- | ---------------------------- | ----------- |
| 1       | Piotr i Aleksandra Gruszkowie         | Piotr – 41 lat Aleksandra– 38 lat     | o 25 i 50 lat                | 26 października 2018 (21:35) | 868 116     |
| 2       | Michał Koterski i Marcela Leszczak    | Michał – 39 lat Marcela – 26 lat      | o 25 i 50 lat                | 2 listopada 2018             | 714 885     |
| 3       | Wiktoria Gąsiewska i Adam Zdrójkowski | Wiktoria – 19 lat Adam – 18 lat       | o 30 i 60 lat                | 16 listopada 2018            | 720 857     |
| 4       | Michał i Dominika Wiśniewscy          | Michał – 46 lat Dominika – 39 lat     | o 20 i 40 lat                | 23 listopada 2018            |             |
| 5       | Sławomir Zapała i Magdalena Kajrowicz | Sławomir – 35 lat Magdalena – 34 lata | o 30 i 60 lat                | 30 listopada 2018            |             |